# Peter Wolfgang Schenk

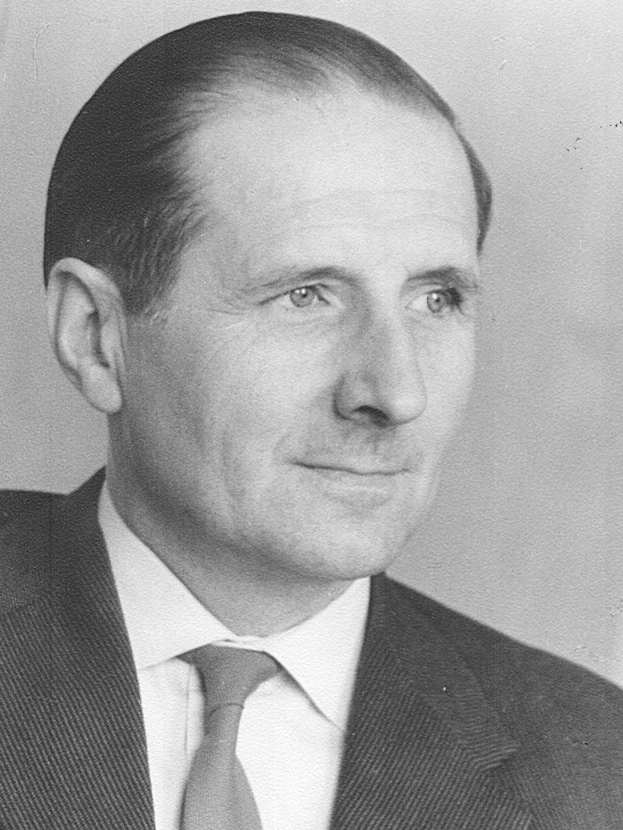
Peter Wolfgang Schenk

Peter Wolfgang Schenk (* 12. November 1905 in Jauer, Schlesien; † 5. August 1967 in Bayern) war ein deutscher Chemiker und Professor des Fachgebiets Anorganische Chemie.

## Leben
Schenk wurde als letztes von fünf Kindern des Fabrikbesitzers Adalbert Schenk und seiner Frau Agnes, geb. Hormans, geboren. Er studierte Chemie von 1925 bis 1930 an den Universitäten in Freiburg/Breisgau, Berlin und dann in Frankfurt/Main, wo er 1930 in der Arbeitsgruppe von Robert Schwarz (1887–1963) zum Dr. phil. nat. promoviert wurde. Anschließend war er als Postdoc im Institut für Physikalische Chemie der Universität Berlin bei Max Bodenstein (1871–1942) tätig. 1935 wurde er an der Albertus-Universität Königsberg habilitiert, wohin er 1934 mit Robert Schwarz umgezogen war. Dort wurde er 1942 zum außerplanmäßigen Professor ernannt. 1945 verließ er das im Krieg zerstörte Institut in Königsberg und schlug sich auf Umwegen nach Innsbruck durch, wo seine Familie bei Verwandten Unterschlupf gefunden hatte. Dort gründete er eine Firma für die Herstellung von Industriechemikalien. Daneben war er von 1948 bis 1951 Gastprofessor an der dortigen Universität und kommissarischer Leiter des pharmazeutischen Instituts. Von 1951 bis 1956 leitete Schenk das Zentrallaboratorium der Kali Chemie in Hannover und war gleichzeitig Lehrbeauftragter an der dortigen Technischen Hochschule. 1956 wurde er zum außerordentlichen Professor für Anorganische Chemie an der Freien Universität Berlin und 1962 zum ordentlichen Professor an der Technischen Universität Berlin (TUB) berufen und damit Direktor des Instituts für Anorganische Chemie der TUB. Am 5. August 1967 verunglückten Schenk und seine Ehefrau Maria bei einem Verkehrsunfall in Bayern tödlich.

## Wirken
Schenk war ein begeisterter und begeisternder Experimentator, der selbst in der anorganisch-chemischen Grundvorlesung anspruchsvolle Experimente vorführte. In Berlin begründete er eine Arbeitsgruppe von Doktoranden und Diplomanden, die alle auf dem Gebiet der präparativen Chemie der Nichtmetalle arbeiteten. Die meisten dieser Arbeiten erforderten einen komplexen apparativen Aufbau. Sein besonderes Interesse galt den niederen Silicium- und Germaniumhalogeniden, den Phosphoroxiden, dem hochprozentigen Wasserstoffperoxid, dem flüssigen Schwefel, den Schwefeloxiden gemeinsam mit den niederen Schwefel-Sauerstoff-Säuren, dem Thionylimid, aber auch der Chemie in flüssigem Ammoniak. Mehr als 80 Publikationen entstanden aus diesen Forschungsarbeiten. Weiterhin hat Schenk zusammen mit seinem Lehrer Robert Schwarz ein mehrfach aufgelegtes Praktikumsbuch für Mediziner und Studierende sonstiger, an Chemie interessierter Wissenschaften publiziert. Nur einer seiner Schüler schlug später eine akademische Laufbahn ein (Ralf Steudel, TUB), aber auch seine Tochter Barbara (* 1938, Physikerin) sowie sein Sohn Wolfdieter Schenk (* 1944, Chemiker) wurden Hochschullehrer.

## Häufig zitierte Publikationen (chronologisch)
- M. Bodenstein, P. W. Schenk, Die photochemische Kinetik der Reaktion zwischen Chlor, Wasserstoff und Sauerstoff, Z. Phys. Chem. B 1933, 20, 420–450, doi:10.1515/zpch-1933-2039.
- P. W. Schenk, Über das Schwefelmonoxyd, Z. Anorg. Allg. Chem. 1933, 211, 150–160, doi:10.1002/zaac.19332110117.
- P. W. Schenk, Über das Thionylimid, Berichte der deutschen chemischen Gesellschaft 1942, 75, 94–99,  doi:10.1002/cber.19420750113.
- P. W. Schenk, R. Steudel, Neues aus der Chemie der niederen Schwefeloxide, Angew. Chem. 1965, 77, 437–445, doi:10.1002/ange.19650771002.

### Weitere wichtige Arbeiten (Auswahl)
- „Präparative Methoden“, Kap. 1 in: G. Brauer (Herausgeber), Handbuch der Präparativen Anorganischen Chemie, 3. Auflage, Band 1, Enke Verlag, Stuttgart 1975, S. 1–127 (gemeinsam mit G. Brauer und Ralf Steudel).
- „Stickstoff“, Kap. 7 in: G. Brauer (Herausgeber), Handbuch der Präparativen Anorganischen Chemie, 3. Auflage, Band 1, Enke Verlag, Stuttgart 1975, S. 442–504 (gemeinsam mit Ralf Steudel).
- Chemisches Praktikum für Mediziner und Studierende sonstiger an Chemie interessierter Wissenschaften, Leipzig, 1966, Johann Ambrosius Barth Verlag, 14. Auflage, 224 S. (gemeinsam mit Robert Schwarz).